# Горбунов, Геннадий Александрович
Генна́дий Алекса́ндрович Горбуно́в (1 января 1946 — 17 октября 2021) — российский государственный деятель. Представитель в Совете Федерации России от законодательного органа государственной власти Астраханской области (2001—2016), председатель комитета Совета Федерации по аграрно-продовольственной политике.

## Биография
Геннадий Александрович Горбунов родился 1 января 1946 года в селе Рассвет Наримановского района Астраханской области. В 1980 году окончил Астраханский технический институт рыбной промышленности и хозяйства. Работал учителем в школе, механиком, инженером, председателем колхоза.
В 1991—1993 годах был заместителем генерального директора Астраханской дирекции Мосбизнесбанка, в 1993—1994 годах — советником главы администрации Астраханской области по экономическим вопросам.
С 1994 года по 1999 год — руководитель налоговой службы по Астраханской области. С июня 2000 года по декабрь 2001 года работал главой управления Министерства РФ по налогам и сборам по Москве.
В 2001—2016 годах — представитель в Совете Федерации РФ от Государственной думы Астраханской области.
12 ноября 2016 года прокуратура Астраханской области направила в суд уголовное дело в отношении Горбунова, обвиняемого в совершении преступления, предусмотренного п. «а» ч.2 ст.204 УК РФ (коммерческий подкуп, совершенный группой лиц по предварительному сговору).
В декабре 2016 года Ленинским районным судом Астрахани вынесен обвинительный приговор в отношении Геннадия Горбунова, который признан виновным в коммерческом подкупе. Назначено наказание в виде штрафа в 5 миллионов рублей.
Умер 17 октября 2021 года.

## Награды
- Орден «За заслуги перед Отечеством» IV степени (14 июля 2007 года) — за активное участие в законотворческой деятельности и многолетнюю добросовестную работу[5]
- Орден Почёта (12 июня 2013 года) — за большой вклад в развитие российского парламентаризма и активную законотворческую деятельность[6]
- Орден Дружбы (4 декабря 1998 года) — за многолетний добросовестный труд и большой вклад в укрепление дружбы и сотрудничества между народами[7]
- Два ордена «Знак Почёта» (1976, 1984)
- Орден «Содружество» (30 мая 2007 года, МПА СНГ) — за активное участие в деятельности Межпарламентской Ассамблеи и её органов, вклад в укрепление дружбы между народами государств — участников Содружества[8]
- медали